# Guitar Hero (seria)
Guitar Hero – seria komputerowych gier muzycznych wydanych przez RedOctane i Activision. Celem twórców było stworzenie symulatora gry na gitarze.
Gry polegają na wciskaniu odpowiednich przycisków na kontrolerze (przypominającym gitarę), które znajdują się na gryfie i poruszaniu innego kontrolera (odpowiednik szarpania strun) w odpowiednim czasie. Podczas gry wyświetlają się kolory przycisków, które należy przytrzymać i częstotliwość uderzeń strun. Gry posiadają tryb jednego i wielu graczy. Od Guitar Hero World Tour w niektórych wydaniach gry doszła możliwość używania kontrolera perkusji i mikrofonu, dając możliwość robienia kariery będąc perkusistą lub wokalistą. Tym samym w grze wieloosobowej gracze mają możliwość utworzenia zespołu składającego się z maksymalnie 4 graczy, wykorzystująca granie na tych instrumentach razem.
Gra była produkowana przez Harmonix Music Systems od 2005 do 2007. Obecnie produkcją gry zajmuje się Neversoft, którego pierwszy produkt tej serii Guitar Hero III: Legends of Rock został wydany w październiku 2007 roku. W sumie zostało wydanych 18 gier na konsole i 5 na telefony komórkowe. Gry z tej serii rozeszły się w ok. 14 milionach egzemplarzy dostarczając zysku rzędu miliarda dolarów.

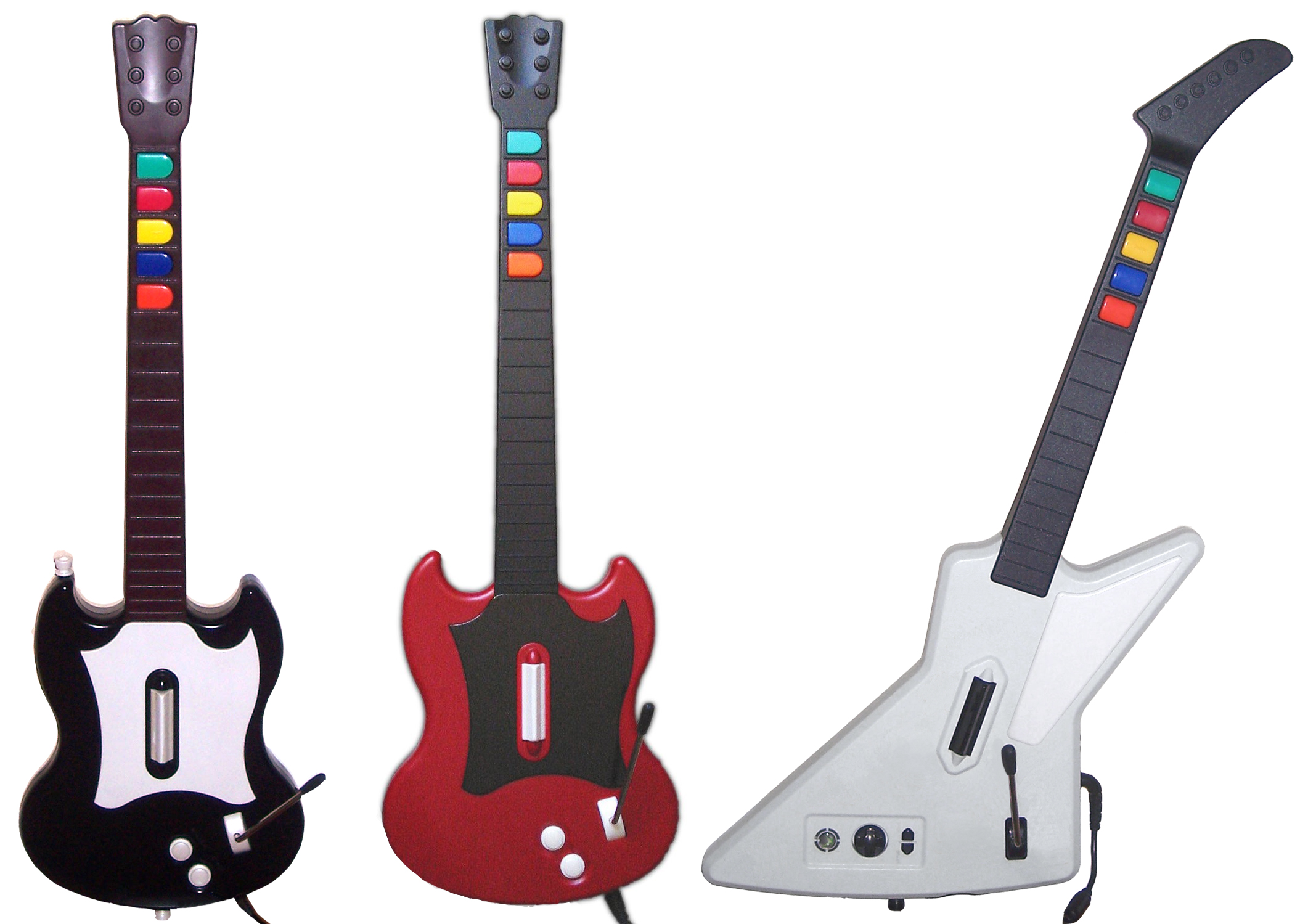
Kontrolery do gier z serii Guitar Hero

## Lista gier
Wszystkie gry zostały wydane przez Activision, z wyjątkiem Guitar Hero oraz Guitar Hero II (wersji na PS2), które zostały wydane przez RedOctane.
| Rok ukazania się na rynku             | Tytuł                             | Producent                                                                                    | Platforma | Platforma | Platforma | Platforma | Platforma | Platforma | Platforma | Platforma | Platforma |
| Rok ukazania się na rynku             | Tytuł                             | Producent                                                                                    | PS2       | PS3       | 360       | Wii       | Win       | Mac       | DS        | Tel       | Inne      |
| ------------------------------------- | --------------------------------- | -------------------------------------------------------------------------------------------- | --------- | --------- | --------- | --------- | --------- | --------- | --------- | --------- | --------- |
| Główne gry                            |                                   |                                                                                              |           |           |           |           |           |           |           |           |           |
| 2005                                  | Guitar Hero                       | Harmonix                                                                                     | T         | N         | N         | N         | N         | N         | N         | N         | N         |
| 2006 (PS2) 2007 (Xbox 360)            | Guitar Hero II                    | Harmonix                                                                                     | T         | N         | T         | N         | N         | N         | N         | N         | N         |
| 2007                                  | Guitar Hero III: Legends of Rock  | Neversoft (360/PS3) Aspyr Media (Windows/Mac) Vicarious Visions (Wii) Budcat Creations (PS2) | T         | T         | T         | T         | T         | T         | N         | N         | N         |
| 2008                                  | Guitar Hero World Tour            | Neversoft (360/PS3) Aspyr Media (Windows/Mac) Vicarious Visions (Wii) Budcat Creations (PS2) | T         | T         | T         | T         | T         | T         | N         | N         | N         |
| 2009                                  | Guitar Hero 5                     | Neversoft (360/PS3) Vicarious Visions (Wii) Budcat Creations (PS2)                           | T         | T         | T         | T         | N         | N         | N         | N         | N         |
| 2010                                  | Guitar Hero: Warriors of Rock     | Neversoft (360/PS3) Vicarious Visions (Wii)                                                  | N         | T         | T         | T         | N         | N         | N         | N         | N         |
| Gry wzorowane na zespołach muzycznych |                                   |                                                                                              |           |           |           |           |           |           |           |           |           |
| 2008                                  | Guitar Hero: Aerosmith            | Neversoft (360/PS3) Aspyr Media (Windows/Mac) Vicarious Visions (Wii) Budcat Creations (PS2) | T         | T         | T         | T         | T         | T         | N         | N         | N         |
| 2009                                  | Guitar Hero: Metallica            | Neversoft (360/PS3) Budcat Creations (Wii/PS2)                                               | T         | T         | T         | T         | N         | N         | N         | N         | N         |
| 2009                                  | Guitar Hero: Van Halen            | Neversoft Budcat Creations Underground Development                                           | T         | T         | T         | T         | N         | N         | N         | N         | N         |
| Dodatki do gry                        |                                   |                                                                                              |           |           |           |           |           |           |           |           |           |
| 2007                                  | Guitar Hero Encore: Rocks the 80s | Harmonix                                                                                     | T         | N         | N         | N         | N         | N         | N         | N         | N         |
| 2009                                  | Guitar Hero Smash Hits            | Beenox Studios                                                                               | T         | T         | T         | T         | N         | N         | N         | N         | N         |
| 2009                                  | Band Hero                         | Neversoft (360/PS3) Vicarious Visions (Wii/DS) Budcat Creations (PS2)                        | T         | T         | T         | T         | N         | N         | T         | N         | N         |
| DJ Hero                               |                                   |                                                                                              |           |           |           |           |           |           |           |           |           |
| 2009                                  | DJ Hero                           | FreeStyleGames                                                                               | T         | T         | T         | T         | N         | N         | N         | N         | N         |
| 2010                                  | DJ Hero 2                         | FreeStyleGames                                                                               | N         | T         | T         | T         | N         | N         | N         | N         | N         |
| Gry na konsole przenośne              |                                   |                                                                                              |           |           |           |           |           |           |           |           |           |
| 2008                                  | Guitar Hero: On Tour              | Vicarious Visions                                                                            | N         | N         | N         | N         | N         | N         | T         | N         | N         |
| 2008                                  | Guitar Hero On Tour: Decades      | Vicarious Visions                                                                            | N         | N         | N         | N         | N         | N         | T         | N         | N         |
| 2009                                  | Guitar Hero On Tour: Modern Hits  | Vicarious Visions                                                                            | N         | N         | N         | N         | N         | N         | T         | N         | N         |
| Gry na telefon komórkowy              |                                   |                                                                                              |           |           |           |           |           |           |           |           |           |
| 2007                                  | Guitar Hero III Mobile            | Machineworks Northwest                                                                       | N         | N         | N         | N         | N         | N         | N         | T         | N         |
| 2008                                  | Guitar Hero III Backstage Pass    | Machineworks Northwest                                                                       | N         | N         | N         | N         | N         | N         | N         | T         | N         |
| 2008                                  | Guitar Hero World Tour Mobile     | Machineworks Northwest                                                                       | N         | N         | N         | N         | N         | N         | N         | T         | N         |
| 2009                                  | Guitar Hero 5 Mobile              | Glu Mobile                                                                                   | N         | N         | N         | N         | N         | N         | N         | T         | N         |
| Inne                                  |                                   |                                                                                              |           |           |           |           |           |           |           |           |           |
| 2007                                  | Guitar Hero Carabiner             | Basic Fun, Inc.                                                                              | N         | N         | N         | N         | N         | N         | N         | N         | T         |
| 2009                                  | Guitar Hero Arcade                | Raw Thrills                                                                                  | N         | N         | N         | N         | N         | N         | N         | N         | T         |
| 2010                                  | Guitar Hero (iOS)                 | Vicarious Visions                                                                            | N         | N         | N         | N         | N         | N         | N         | T         | T         |